# Могоро
Мо̀горо (на италиански: Mogoro; на сардински: Mòguru, Могуру) е малко градче и община в Южна Италия, провинция Ористано, автономен регион и остров Сардиния. Разположено е на 136 m надморска височина. Населението на общината е 4441 души (към 2010 г.).